# Karl Johansson
Prof. Karl Johansson (Öggestorp parish, Suecia, 1856-Estocolmo, 1928) fue un botánico, taxónomo, profesor de Botánica sistemática en la Universidad de Upsala. En 1875 se convirtió en un estudiante y se matriculó en la Universidad de Upsala. Eso reafirmó su fe botánica por su maestro Theodore Magnus Fries (1832-1913), pero su débil salud le impidió seguir.

## Algunas publicaciones

### Libros
- 1897. Förteckning öfver Gotlands fanerogamer och ormbunkar med uppgift på Växtlokaler, Frekvens M.M. (Lista de fanerógamas de Gotland, y helechos con datos sobre los complejos industriales, frecuencia, etc.). Volumen 29 de Kongl. Svenska vetenskaps-akademiens handlingar. Ed. P.A. Norstedt & Söners. 270 pp.

## Honores

### Epónimos
- (Asteraceae) Hieracium johanssonii Dahlst.[3]

- La abreviatura «Johanss.» se emplea para indicar a Karl Johansson como autoridad en la descripción y clasificación científica de los vegetales.[4]